# Нови Мајур (Пакрац)
Нови Мајур је насељено место у саставу града Пакраца, у западној Славонији, Република Хрватска.

## Становништво
На попису становништва 2011. године, Нови Мајур је имао 104 становника.
| Националност       | 1991.        |
| Хрвати             | 118 (99,15%) |
| Срби               | 1 (0,84%)    |
| Југословени        | 0            |
| остали и непознато | 0            |
| Укупно             | 119          |